# Grassmarket
Grassmarket er en historisk markedsplads og gade i Edinburghs bydel Old Town i Skotland. I forhold til resten af byen ligger den i et hul et pænt stykke under de omkringliggende områder.
Grassmarket ligger direkte nedenfor Edinburgh Castle, og det er en del af den primære færdselsår øst-vest for biler igennem centrum. Det støder op til Cowgatehead/Cowgate og Candlemaker Row mod øst, West Bow (den lavere del af Victoria Street) i det nordøstlige hjørne King's Stables Road mod nordvest og West Port mod vest. Fra det sydvestlige hjørne går Vennel, hvor man på østsiden stadig kan se nogle dele af Flodden og Telfer, der er bevarede dele fra bymuren.
Grassmarket nævnes første gang i skriftlige kilder i Registrum Magni Sigilii Regum Scotorum (1363) som "gaden kaldet Newbygging under borgen", og fra 1477 var Grassmarket Edinburghs primære markedsplads, hvoraf en del blev brugt til salg af heste og kvæg. Navnet er tilsyneladende afledt af, at dyrene græssede på folde vest for området.